# Mary and Leigh Block Museum of Art

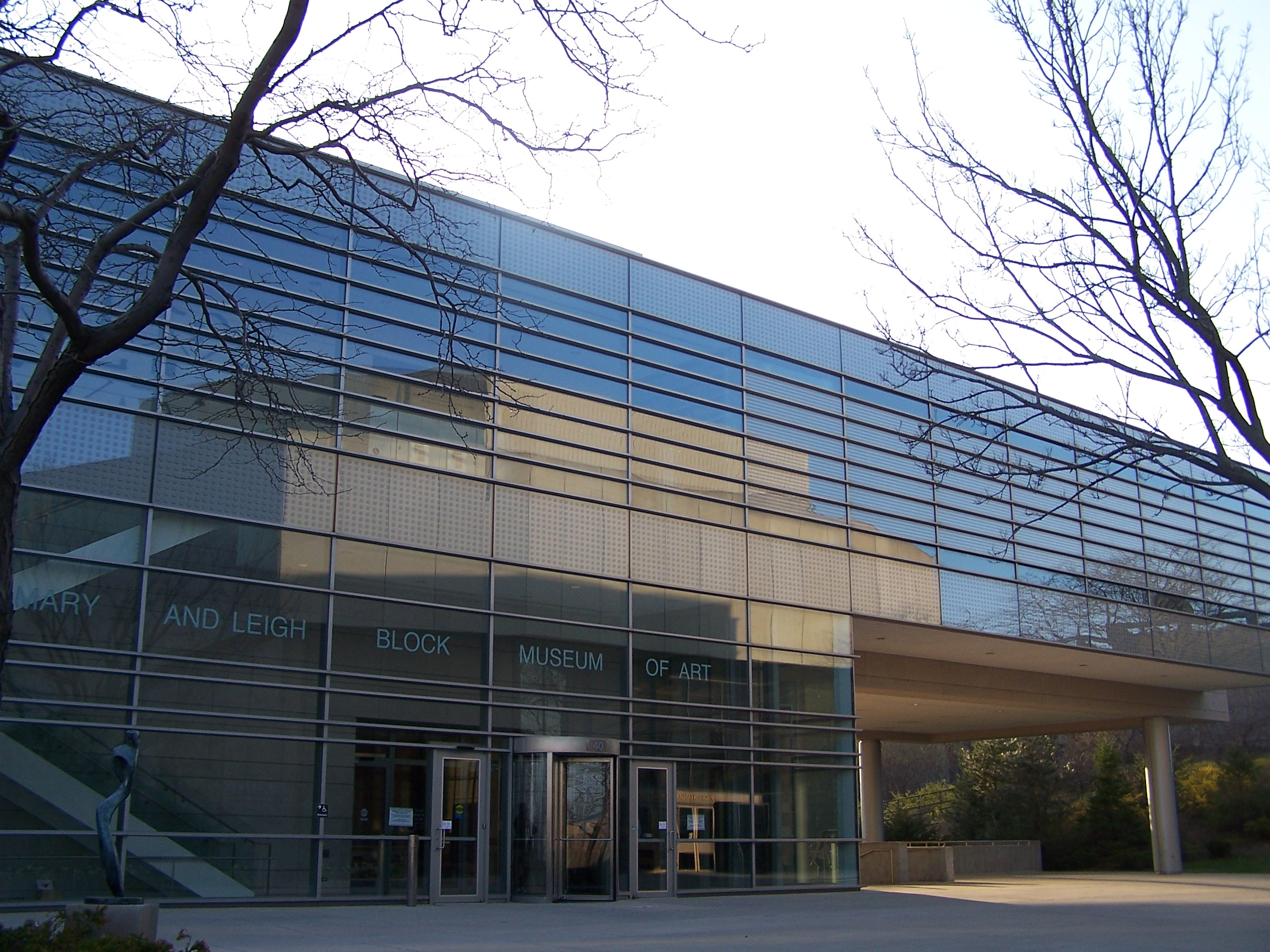
Das Mary and Leigh Block Museum of Art

Das Mary and Leigh Block Museum of Art ist ein Kunstmuseum in Evanston, Illinois. Es befindet sich auf dem Campus der dortigen Northwestern University.

## Geschichte
Der Chicagoer Stahl-Manager Leigh Block (1905–1987) und seine Ehefrau Mary Lasker Block (1904–1981) waren Kunstsammler. Sie stifteten 1980 der Northwestern University den Neubau eines Gebäudes für anfangs wechselnde Ausstellungen nach Art der deutschen Kunsthallen. Das Gebäude wurde nach seinen Stiftern Mary and Leigh Block Gallery genannt.

## Sammlungen
Doch schon bald verfügte das Museum durch Ankäufe und Schenkungen über eine eigene Kunstsammlung und so bekam es 1998 seinen heutigen Namen. Heute umfasst die Sammlung mehr als 6.000 Werke, darunter vor allem Zeichnungen, Drucke und Fotografien. Höhepunkte der Sammlung sind Arbeiten von Albrecht Dürer, Honoré Daumier, Max Beckmann, Wassily Kandinsky, Mary Cassatt, Henri Matisse, Jasper Johns, Chuck Close and Kiki Smith.